# Samuelova trdnjava, Ohrid
Samuelova trdnjava (makedonsko Самуилова тврдина, bolgarsko Самуилова крепост) je trdnjava v starem mestnem jedru Ohrida v Severni Makedoniji. Bila je sedež Prvega bolgarskega cesarstva med vladavino bolgarskega carja Samuela na prelomu 11. stoletja. Danes je ta zgodovinski spomenik velika turistična atrakcija in je bil leta 2003 temeljito obnovljen z dodanimi popolnoma novimi stenami, od katerih ni preživela nobena.

## Zgodovina
Samuelova trdnjava velja za eno največjih ohranjenih utrdb v Makedoniji. Prvič jo omenja zgodovinar Tit Livij v 3. stoletju pr. n. št., medtem ko je bil trdnjava mesta Lihnid.
Že v 5. stoletju našega štetja Ohrid omenjajo rimski zgodovinarji kot mesto s trdnjavami, ki se je tako kot druga rimska mesta na Balkanu branilo pred vpadi nomadskih plemen, med velikim preseljevanjem ljudstev v 4. in 5. stoletju. Utrjeni Ohrid je leta 479 odbil obleganje gotskega kralja Teoderika Velikega.
V kasnejših stoletjih je te trdnjave uporabil Bizanc in jih zagotovo razširil. Slovani vstopijo v Ohrid brez velikega uničenja. Toda Ohrid, kot prestolnica Samuelovega kraljestva, ima obnovljeno in precej močno obzidje. Današnja oblika trdnjave izvira iz časa carja Samuela, čeprav obstajajo zapisi o uničevanju in ponovnih popravilih trdnjave s strani Osmanov in Bizantincev.
Po preoblikovanju Samuelove države v politični in cerkveni sedež je Ohrid postal srednjeveška metropola. Do konca 14. in začetka 15. stoletja je naseljeno mesto Ohrid živelo znotraj mestnega obzidja. Po zasedbi Ohrida s strani osmanskih Turkov, s prihodom kolonistov iz Male Azije v 15. stoletju, je prišlo do širjenja prebivalstva po nižjih delih. Zadnji vladar Samuelove trdnjave je bil Jeladin-beg.

## Trdnjava danes
Še danes je trdnjava najvišji del Ohrida, ki se dviga 100 metrov nad gladino Ohridskega jezera. Skozi zgodovino je bila deležna številnih popravil, o čemer pričajo Gornja vrata, v katera so vzidane številne marmorne spolije z grškimi in rimskimi napisi, ki izhajajo iz antičnih in rimskih stavb, ki jih je na tem območju veliko.
Novejša zgodovina Samuelove trdnjave je povezana z velikimi arheološkimi raziskavami kulturnih plasti v njeni notranjosti in z rekonstrukcijo njenega obzidja. Raziskave so se začele leta 2000, med katerimi so odkrili številne dragocene najdbe, med njimi znamenito Zlato masko in zlato rokavico, ki izvirata iz 5. stoletja pr. n. št.

## Opis
Najvišji del Ohrida prekrivajo osrednje obzidje, ki je visoko od 10 do 16 metrov, ter obrambni stolpi. En konec zunanjega obzidja se poševno spušča proti zahodu do obale Labina. Drugi krak, ki gre proti vzhodu, prečka zunanja vrata Gorna porta zavzema nižjo višino Ohridskega hriba v vasi Deboj in se od tu spušča proti jugu poševno proti jezeru.
Trdnjava nosi vidne sledi pogostih popravil. Pod delno podrto zunanjo plastjo v notranjih stenah so opazne vodoravne plasti opeke bizantinskega formata. V stenah zgornjih vrat je veliko kamnov z grškimi napisi, ki izvirajo iz starodavnih stavb, ki jih je na tem območju polno. Ohridska trdnjava je danes zaščitni znak Ohrida in s tem Makedonije, na njej so skozi stoletja zapisane številne strani zgodovine in kulture makedonskega jezika, ki predstavlja neprecenljiv kulturni vir.

## Galerija
- Samuelova trdnjava nad starim mestom v Ohridu
- Notranjost trdnjave
- Notranjost trdnjave
- Zgornja vrata trdnjave
- Zemljevid Samuilove trdnjave
- Rekonstrukcija gradu
- Makedonska zastava na trdnjavi
- Pogled na Ohridsko jezero iz trdnjave
- Sprednja vrata v trdnjavo
- Pri gradnji zgornjih vrat so bili uporabljeni reciklirani kamni iz antike. Eden od kamnov ima delček starogrškega napisa
- Starodavna zlata pogrebna maska in zlata roka, odkrita na območju palače